# بابولنا
بابولنا (به مجاری: Bábolna) یک منطقهٔ مسکونی در مجارستان است که در ناحیه کوماروم واقع شده‌است. بابولنا ۳۳٫۵۹ کیلومتر مربع مساحت و ۳٬۷۸۹ نفر جمعیت دارد.